# Museu d'Història Natural Casa Kandt
El Museu d'Història Natural Casa Kandt és un museu a Kigali (Ruanda). Està sota la responsabilitat de l'Institut de Museus Nacionals de Ruanda.
Dedicat a Richard Kandt, en la seva antiga residència del resident alemany Richard Kandt al turó Nyarugenge de la ciutat de Kigali, que ara s'ha convertit en Museu d'Història Natural des de 2006. El museu s'esforça per mostrar l'evolució de la vida, la descripció de la flora i fauna dels parcs naturals ruandesos (Nyungwe, Akagera i els volcans), antecedents geològics de Ruanda, història compartida d'Alemanya i Ruanda i exposició de rèptils vius (serps) amb l'objectiu d'explicar la interrelació entre la naturalesa i la història com a resultat del museu d'història natural. També és la millor vista de tres muntanyes (Mt Kigali, Mt Jali i Mt Shyorongi) i la millor vista de l'antiga ciutat de Kigali.